# Max Beheim-Schwarzbach
Max Beheim-Schwarzbach (* 15. April 1839 in Berlin; † 22. Juli 1910) war ein deutscher Schriftsteller, Heimatforscher und Historiker.

## Familie
Max Beheim-Schwarzbach entstammte der Patrizierfamilie Behaim von Schwarzbach auf Kirchensittenbach. Er studierte an der Friedrichs-Universität Halle und wurde 1860 im Corps Normannia Halle aktiv. Als Inaktiver wechselte er an die Friedrich-Wilhelms-Universität zu Berlin. 1863 wurde er in Halle zum Dr. phil promoviert. Er saß im Direktorium des Pädagogiums, das sein Vater bei Filehne im Regierungsbezirk Bromberg begründet hatte. Er befasste sich unter anderem mit Friedrich Wilhelm I. und seiner Kolonisation Preußisch Litauens durch Salzburger Exulanten.

## Schriften
- Friedrich der Große als Gründer deutscher Kolonien. Berlin 1864.
- Hohenzollernsche Kolonisationen. Ein Beitrag zu der Geschichte des preußischen Staates und der Colonisation des östlichen Deutschlands. Leipzig 1874.
- Die Zillerthaler in Schlesien – Die jüngste Glaubenscolonie in Preußen. Breslau 1875.
- Colonisatorisches aus Ostpreussen. In: Altpreussische Monatsschrift. Vierzehnter Band, Königsberg i. Pr. 1877, S. 1–37 (Google Books).
- Friedrich Wilhelm's I. Colonisationswerk in Lithauen, vornehmlich die Salzburger Colonie. Hartung, Königsberg 1879 (Google Books).
- Geschichte der Hussiten-Siedelungen unter Friedrich II. als Mittelpunkt der böhmischen Glaubens-Colonie in Preußen (1880)
- Die Besiedelung von Ostdeutschland durch die zweite germanische Völkerwanderung. Berlin 1882.
- Deutsche Lieder und Gedichte. Breslau 1884.
- Aus Südpreußischer Zeit. In: Zeitschrift der Historischen Gesellschaft für die Provinz Posen, Erster Jahrgang, Posen 1885.
  - Teil I: Organisation, Verwaltung und Justiz nach der Okkupation und Insurrektion. Warnung vor neuen Aufständen.  S. 49–64 (Google Books),
  - Teil II: Eintheilung des Landes. – Städteverhältnisse und –entwicklung. – Klima. Gesundheitszustand. Errichtung des Medicinal-Kollegiums: erster Generalbericht desselben.  S. 234–247 (Google Books),
  - Teil III: Die jüdische Bevölkerung. – Rechtlicher Zustand der Gemeinden. – Das Generaljudenreglement. S. 389–432 (Google Books).
  - Teil IV: Die böhmischen Brüder und die Reformirtengemeinde. – Die Schulverhältnisse zu damaliger Zeit. In: Zeitschrift der Historischen Gesellschaft für die Provinz Posen, Zweiter Jahrgang, Posen 1886, S. 164–176 (Google Books).
- Die Mäusethurmsage von Popiel und Hatto. Posen 1888     (Google Books)..
- Die Heimathsbestimmungen in der Provinz Posen nach der letzten allgemeinen Volkszählung. In: Zeitschrift der Historischen Gesellschaft für die Provinz Posen, Dritter Jahrgang, Posen 1888, S. 341–352 (Google Books).
- König Sebastian – Dichtung aus dem Zeitalter der Reformation. Dresden 1890.
- Das fünfte Armeekorps im historischen Volksliede des Krieges 1870/71. Posen 1891.
- Der Netzedistrikt in seinem Bestande zur Zeit der ersten Theilung Polens. In:  Zeitschrift der Historischen Gesellschaft für die Provinz Posen.  Siebenter Jahrgang, Posen 1892, S. 188–223 (Googler Books) und S. 381–426 (Google Books).
- Geschichte der Stadt Filehne und ihres Gebietes. In: Zeitschrift der Historischen Gesellschaft für die Provinz Posen, Elfter Jahrgang, Posen 1896,  S. 321–348 (Google Books).